# لیگ دسته اول فوتبال مقدونیه شمالی
 لیگ دسته اول فوتبال مقدونیه  (به مقدونی:Прва македонска Фудбалска Лига, Prva Мakedonska Fudbalska Liga) معتبرترین لیگ فوتبال در جمهوری مقدونیه است که از سال ۱۹۹۲ تاکنون برگزار می‌شود. این لیگ از ۱۲ تیم که از سراسر کشور مقدونیه در آن شرکت می‌کنند برگزار می‌شود.
باشگاه فوتبال واردار با ۱۱ قهرمانی پرافتخارترین تیم این سری مسابقات به حساب می‌آید.